# Besart Abdurahimi
Besart Abdurahimi makedonski nogometaš, *31. julij 1990.
Za makedonsko reprezentanco je odigral 12 uradnih tekem.